# Cmentarz Żydowski w Kijowie (Łukianowski)
Łukianowski Cmentarz Żydowski (ukr. Лук'янівський єврейський цвинтар, Łuk'janiwśkyj jewrejśkyj cwyntar) – cmentarz żydowski znajdujący się na Łukianówce w Kijowie. Obecnie całkowicie zniszczony. 
Został otwarty dla pochówków w 1894. Zajmował obszar nieco większy niż 25 ha. Wystrój architektoniczny cmentarza zaprojektował Władimir Nikołajew – otaczał go mur z arkadami, na terenie kirkutu znajdowały się pomieszczenia rytualne oraz dom pogrzebowy. 
Na cmentarzu pochowano m.in. rodzinę kijowskich fabrykantów cukrowych Brodzkich, działacza syjonistycznego Maksa Mandelsztama oraz kilku znanych ukraińskich cadyków, Główny rabin Kijowa Nukhim Waisblat.
W 1937 kirkut został zamknięty dla pochówków. Był sukcesywnie dewastowany podczas okupacji niemieckiej i powojennych rządów sowieckich. Po 1945 część nagrobków przeniesiono na Cmentarz Berkowicki – w roku podjęto oficjalną decyzję o likwidacji cmentarza. 
Grób założyciela Poalej Syjonu Bera Borochowa został przeniesiony do Izraela.
Obecnie na miejscu cmentarza znajduje się centrum telewizyjne. 